# Max Morinière
Max Morinière (ur. 16 lutego 1964 w Fort-de-France) – francuski sprinter odnoszący największe sukcesy w sztafecie 4 × 100 metrów.
Swój jedyny medal w sztafecie olimpijskiej zdobył w Seulu w 1988. W 1990 podczas ME zdobył złoty medal w sztafecie, która czasem 37,79 s ustanowiła nowy rekord świata (przetrwał niespełna rok). Rok później na MŚ w Tokio zdobył wraz z kolegami srebrny medal. Był też uczestnikiem igrzysk olimpijskich w Barcelonie, na których nie wywalczył żadnego krążka.